# Ebarrius cognatus
Ebarrius cognatus är en insektsart som beskrevs av Franz Xaver Fieber 1869. Ebarrius cognatus ingår i släktet Ebarrius och familjen dvärgstritar. Arten är reproducerande i Sverige. Inga underarter finns listade i Catalogue of Life.